# Dichiarazione sull'eliminazione della violenza contro le donne
La Dichiarazione sull'eliminazione della violenza contro le donne è stata adottata senza voto da parte dell'Assemblea generale delle Nazioni Unite con la risoluzione 48/104 del 20 dicembre 1993. In essa è contenuto il riconoscimento della "necessità urgente per l'applicazione universale alle donne dei diritti e dei principi in materia di uguaglianza, la sicurezza, la libertà, l'integrità e la dignità di tutti gli esseri umani". La risoluzione è spesso riconosciuta come complementare e un rafforzamento dei lavori della Convenzione sull'eliminazione di ogni forma di discriminazione della donna e la Dichiarazione e Programma d'azione di Vienna. Ricorda e incarna gli stessi diritti e principi sanciti in tale strumenti come la Dichiarazione Universale dei Diritti dell'Uomo e gli articoli 1 e 2 forniscono la definizione più diffusa di violenza contro le donne. Come conseguenza della risoluzione, nel 1999, l'Assemblea generale, guidata dal rappresentante della Repubblica Dominicana, ha designato il 25 novembre come la Giornata internazionale per l'eliminazione della violenza contro le donne.

## Contesto
Il riconoscimento internazionale che le donne hanno diritto a una vita libera dalla violenza è recente. Storicamente, le loro lotte contro la violenza e contro l'impunità che spesso protegge i colpevoli, sono collegate con la lotta delle donne per superare le discriminazioni. Dalla sua fondazione, l'Organizzazione delle Nazioni Unite si è occupata della promozione dei diritti delle donne, ma non specificamente sugli alti tassi di violenza femminile fino al 1993. Uno degli obiettivi della risoluzione è stato di ribaltare le posizioni governative prevalenti che vedevano la violenza contro le donne come una questione interna privata che non richiede l'intervento dello Stato. Per celebrare la festa della donna dell'8 marzo 1993, il Segretario Generale, Boutros Boutros-Ghali, ha rilasciato una dichiarazione nella preparazione della dichiarazione di delineare in modo esplicito il ruolo dell'ONU nella 'promozione' e 'protezione' dei diritti delle donne:
"La lotta per i diritti delle donne, e l'obiettivo di creare una nuova Organizzazione delle Nazioni Unite, in grado di promuovere la pace e dei valori che alimentano e sostengono, sono uno e lo stesso. Oggi - più che mai - la causa delle donne è la causa di tutta l'umanità".

## Definizione di violenza contro le donne
Gli articoli 1 e 2 della risoluzione prevede la definizione più diffusa di violenza contro le donne.
- Articolo Uno: Ai fini della presente Dichiarazione l'espressione "violenza contro le donne" significa ogni atto di  violenza fondata sul genere che abbia come risultato, un danno o una sofferenza fisica, sessuale o psicologica per le donne, incluse le minacce  di tali atti, la coercizione o la privazione arbitraria della libertà, che avvenga nella vita pubblica o privata.
- Articolo Due: La violenza contro le donne dovrà comprendere, ma non limitarsi a, quanto segue:

a) La violenza fisica, sessuale e psicologica che avviene in famiglia, l'abuso  sessuale delle bambine nel luogo domestico, la violenza legata alla dote, lo stupro da parte del  marito, le mutilazioni genitali femminili e altre pratiche tradizionali dannose per le donne, la  violenza non maritale e la violenza legata allo sfruttamento;
b) La violenza fisica, sessuale e psicologica che avviene all'interno della comunità nel suo  complesso, incluso lo stupro, l'abuso sessuale, la molestia sessuale e l'intimidazione sul posto di lavoro, negli istituti educativi e altrove, il traffico delle donne e la prostituzione forzata;
c) La violenza fisica, sessuale e psicologica perpetrata o condotta dallo Stato, ovunque essa accada.

## Relatore speciale sulla violenza contro le donne
Come conseguenza della dichiarazione il 4 marzo 1994, la Commissione per i diritti umani ha adottato la risoluzione 1994/45 [ 8 ] in cui ha deciso di nominare Radhika Coomaraswamy come primo relatore speciale delle Nazioni Unite sulla violenza contro le donne, comprese le sue cause e conseguenze. Il relatore speciale ha il mandato di raccogliere e analizzare i dati provenienti da governi, organismi trattati, agenzie specializzate, le ONG e altre parti interessate, e di rispondere efficacemente a tali informazioni. Inoltre, hanno anche un ruolo nella formulazione di raccomandazioni a livello internazionale, nazionale e regionale, nonché il collegamento con altri relatori speciali, rappresentanti speciali, gruppi di lavoro e di esperti indipendenti della Commissione sui diritti umani.
Il 18 giugno 2009, il Consiglio dei Diritti Umani ha nominato Rashida Manjoo come terzo operatore storico del ruolo, dopo che il mandato del suo predecessore, Yakin Erturk, si è concluso. Attualmente, il quarto relatore speciale è Dubravka Šimonović.

## Campagne
Ogni anno, la Giornata internazionale per l'eliminazione della violenza contro le donne segna l'inizio dei "16 Giorni di Attivismo Contro la Violenza di Genere". Le organizzazioni dei diritti umani, come il Centro per la leadership globale delle donne, l'UNIFEM, Women Won't Wait, Donne per il cambiamento, Soccorso delle donne e altri gruppi si uniscono per parlare contro la violenza di genere e per la promozione dei diritti e dei principi della dichiarazione.
Il 10 aprile 2009, Amnesty International ha tenuto una dimostrazione in Narayanghat, Nepal, per evidenziare la situazione di attivisti per i diritti delle donne dopo che lo stato nepalese non era riuscito a proteggere due attivisti da attacchi violenti e, infine, dal loro omicidio. Nonostante la ratifica della dichiarazione, il Nepal non era riuscito a rispettare l'articolo 4-C che afferma il chiaro obbligo degli Stati di:
"Esercitare la dovuta diligenza per prevenire, indagare e, conformemente alla legislazione nazionale, punire gli atti di violenza contro le donne, sia che tali atti siano perpetrati dallo Stato o da soggetti privati".